# Iván Edgardo Paz
Iván Edgardo Paz (25 de enero de 1995, Santiago del Estero) es un futbolista profesional argentino. Juega de delantero y su club actual es Ciudad de Bolívar del Torneo Federal A.

## Clubes
| Club                        | País            | Año             | PJ  | Goles |
| --------------------------- | --------------- | --------------- | --- | ----- |
| Belgrano                    | Argentina       | 2015 - 2016     | 0   | 0     |
| St. Andrews FC              | Malta           | 2016            | 33  | 7     |
| Senglea Athletic FC         | Malta           | 2017            | 17  | 2     |
| Vélez Sársfield (San Ramón) | Argentina       | 2019            | ?   | ?     |
| Marsaxlokk FC               | Malta           | 2020 - 2021     | 14  | 4     |
| Tarxien                     | Malta           | 2021            | 10  | 0     |
| Bolívar                     | Argentina       | 2022            | 33  | 2     |
| Total en clubes             | Total en clubes | Total en clubes | 107 | 15    |